# Валдис Домбровскис
Валдис Домбровскис (лет. Valdis Dombrovskis; Рига, 5. август 1971) летонски је политичар који је обављао дужност премијера Летоније од 2009. до 2014. године. Наследио је Иварса Годманиса. Домбровскис је члан странке Нова ера. Раније је био посланик у летонском парламенту и министар финансија у периоду 2002 — 2004. и посланик у европском парламенту од 2004. године до 2009. године.
По занимању је физичар.